# Sebkay
Sebkay (ngoài ra còn là Sebekay hoặc Sebekāi) là một pharaon Ai Cập cổ đại trong Thời kỳ Chuyển tiếp thứ Hai. Trong suốt một thời gian dài, vị trí của ông đã tạo ra nhiều vấn đề và ông thường được đặt vào trong vương triều thứ 13. Tuy nhiên, việc phát hiện ra ngôi mộ của một vị vua có tên là Senebkay khiến cho nó rất có thể sảy ra khả năng rằng Sebkay được đồng nhất với vị vua trên và cách viết tên Sebkay chỉ là một lỗi chính tả của tên gọi kia.
Rất ít điều được biết đến về ông, bởi vì tên của ông chỉ được chứng thực trên một cái ngà sinh đẻ (gậy phép) được tìm thấy tại Abydos và ngày nay nằm tại bảo tàng Cairo (CG 9433 / JE 34988).

## Danh tính
Kể từ khi phát hiện ra chiếc gậy phép trên, một vài nhà Ai Cập học đã cố gắng đồng nhất vị vua này với các vị vua khác thuộc thời kỳ Chuyển tiếp thứ Hai.

Stephen Quirke đã tin rằng "Sebkay" là một dạng viết gọn của "Sedjefakare", mà vốn là tên ngai của Kay-Amenemhat, trong khi Jürgen von Beckerath thay vào đó lại cho rằng tên gọi này là một dạng viết ngắn gọn của tên nomen "Sobekhotep". Thomas Schneider ủng hộ giả thuyết của von Beckerath, chỉ rõ rằng vị vua Sobekhotep này có thể là Sobekhotep II.
Một giả thuyết căn bản hơn đến từ Kim Ryholt, ông ta đã đề xuất cách đọc là "người con trai của Seb Kay", trên thực tế đã tách tên gọi "Seb-kay" thành hai pharaon khác nhau và do đó lấp đầy một khoảng trống trong bản danh sách vua Turin phía trước Kay-Amenemhat. Hơn nữa, theo sự phục dựng này, tên gọi của vị vua được đề cập ở trên cũng sẽ được coi như là một tên được đặt theo tên cha, và phải được đọc là "người con trai của Kay Amenemhat", do đó tạo ra một dòng dõi vương triều bao gồm ba vị vua: Seb, con của ông ta là Kay, và con của vị vua sau là Amenemhat. Cách giải thích của Ryholt được cho là táo bạo và gây tranh cãi bởi một số nhà Ai Cập học.
Vào năm 2014 tại Abydos, một nhóm các nhà khảo cổ học đã phát hiện ra ngôi mộ của một vị vua chưa từng được biết đến trước kia thuộc thời kỳ Chuyển tiếp thứ Hai, có tên gọi là Senebkay. Người ta nêu giả thuyết cho rằng vị vua này và Sebkay có thể là cùng một người.

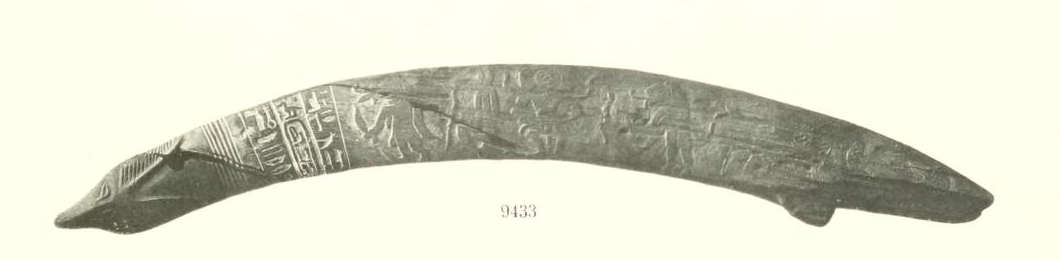
Toàn cảnh chiếc gậy phép bằng ngà voi. Tên của Sebkay được khắc ở phía bên trái.